# المركز الوطني لإدارة النفايات
المركز الوطني لإدارة النفايات هو مركز حكومي سعودي تأسس في أبريل 2019، لإدارة جميع أنواع النفايات، كنفايات البناء، والهدم، ونفايات البلدية الصلبة، والنفايات الزراعية، والطبية، ونفايات الصرف الصحي والصناعي، والنفايات الخطرة، والخاصة، وتشمل المشعة والنووية.

## أهداف المركز
- تنظيم إدارة النفايات والإشراف عليها، وتحفيز الاستثمار فيها والارتقاء بجودتها.
- وضع مقاييس وضوابط واشتراطات فنية وتقنية لأنشطة إدارة النفايات.
- إصدار الرخص والتصاريح.
- تحصيل المقابل المالي.
- دراسة نماذج تمويل إدارة النفايات، ووضع قاعدة بيانات وطنية لذلك.
- متابعة مبادرات وبرامج تنظيم إدارة النفايات، وتنفيذها.
- إقامة البرامج التدريبية.

## مجلس الإدارة
```
يتكون مجلس الإدارة من ممثلي عدة وزارات:
```

- يترأس المجلس معالي المهندس/ عبد الرحمن بن عبد المحسن الفضلي وهو رئيس مجلس الإدارة ووزير البيئة والمياه والزراعة.
- يمثل وزارة الشؤون البلدية والقروية والإسكان أ. ايهاب بن غازي حشاني / نائب رئيس مجلس الإدارة.
- يمثل وزارة البيئة والمياه والزراعة د. أسامة بن إبراهيم فقيها .
- يمثل وزارة الاقتصاد والتخطيط م. خليل إبراهيم الوطبان .
- يمثل وزارة الصحة د. عبد الله بن مفرح عسيري .
- يمثل وزارة الصناعة والثروة المعدنية م. عبد المجيد بن عبد الله الميمون .
- يمثل وزارة الاستثمار أ. فيصل بن فهد الموسى .
- د. وليد بن احمد الشلفان عضو مجلس الإدارة.
- د. طلعت بن حسن حبيب عضو مجلس الإدارة.
- د. عبد الله بن فيصل السباعي عضو مجلس الإدارة والرئيس التنفيذي المكلف.[3]